# Domingo Olite
Domingo Olite (n. Arano, 27 de octubre de 1930) fue un pelotari argentino. Ganador de medallas de oro en los Campeonatos Mundiales de Pelota vasca, Campeonatos Metropolitanos y Campeonatos Argentinos. Oriundo de Arano, un pueblito muy cerca de Rivera (Partido de Adolfo Alsina).

## Orígenes
El vasco Olite (como le dicen, ya que su padre, también llamado Domingo Olite, era oriundo de Pamplona, España), prácticamente nació en una cancha de pelota a paleta: su padre era canchero del Club de Empleados de Comercio de Bolívar. Desde los cuatro años empezó a vivir un mundo pelotari. Con su padre una vez cumplida su etapa en el Club de Bolívar se fueron a Lincoln, después siguieron sus días en el Club Laurak Bat y siguiendo su recorrido se fueron al Club Liniers donde jugó allá por el año ’49.

## Mundiales
El “vasco” es un pelotari que lleva este deporte en el alma, es una parte de él. Si bien no ha tenido gran cantidad de campeonatos mundiales en su haber ha sido uno de los mejores pelotaris de su época junto a Delguy, Ibarra, Curto, Sehter, su hermano Arnaldo Olite, el manco de Teodelina Oscar Messina entre otros; también compitió con jugadores de otra de otra época como los hermanos Ros, Juan Miró, Gerardo Romano, Bazán, Atilio Gutiérrez (entre otros).
Participó en los mundiales del año 1970, 1974 y 1978.

## Campeonatos nacionales
Se desempeñó en cancha cerrada en trinquete para los clubes Liniers, Argentino de San Fernando, Estudiantes de La Plata donde jugó más de 10 años, Sociedad Italiana de Tiro a Segno (SITAS), entre otros. En cancha abierta jugó para los clubes de Boca Juniors y River Plate.
Obtuvo premios de campeonatos argentinos, metropolitanos y copas interclubes. 
Domingo Olite registró uno de los máximos galardones en el Campeonato Mundial de Pelota Vasca en Uruguay en el año 1974 cuando Argentina obtuvo medalla de oro en frontón con pelota de goma, con la gran actuación del pelotari argentino, junto a Aarón Sehter derrotando a los mexicanos que hasta ese entonces tenían la corona en esa especialidad.
Otra de las habilidades de este gran pelotari era hacer exhibiciones y desafíos en los pueblos del interior, para el deleite de los que iban a las canchas de pelota a paleta, en lugares como Chascomús, Rosario, Luján, Casbas, Carhué y casi todos los pueblos de la Provincia de Buenos Aires, ya que en estos pueblos era común toparse con un frontón junto a un almacén y a este tipo de espectáculos se sumaban miles de entusiastas ante la convocatoria del juego.